# Francesc Tomàs i Pons
Francesc Tomàs i Pons (Barcelona, 25 de juny de 1931) fou un matemàtic mexicà d'origen català.
Fou fill del polític d'ERC Josep Tomàs i Piera, cònsol d'Espanya a Ottawa (Canadà) durant la guerra civil espanyola, que en acabar la guerra civil es va establir a Mèxic amb la seva família.
Va estudiar matemàtiques a la Facultat de Ciències de la UNAM, en la que fou el primer graduat del Departament de Matemàtiques. El 1955 va obtenir el master of arts a la Universitat de Princeton i el 1961 es va doctorar en matemàtiques al Centro de Investigación y Estudios Avanzados de l'Instituto Politécnico Nacional.
Ha estat mestre de matemàtiques d'ensenyament secundari (1951-1953), a la UNAM i a l'Escola Militar d'Enginyers de Mèxic (1956-1961). De 1962 a 1963 fou assistent associat a un curs de matemàtiques a la Universitat de París amb François Bruhat, qui l'ajudà a perfeccionar-se en àlgebra. El 1973-1974 va impartir un curs d'àlgebra superior i d'àlgebra commutativa a la Facultat de Ciències de la Universitat Autònoma de Barcelona. Posteriorment ha estat professor de la Facultat de Ciències, i investigador a l'Institut de Matemàtiques, de la UNAM. Es va jubilar de la UNAM el 1989, i es va traslladar a viure a Barcelona. El 1992 va ser nomenat professor titular de Matemàtica Aplicada de la Universitat Politècnica de Catalunya.
Està casat amb Joana Aymerich Rigau, filla d'exiliats catalans que va conèixer a l'Orfeó Català de Mèxic, i es pare del músic Francesc Tomàs i Aymerich.
Alguns dels seus articles foren:
- Sobre la presentación de variables diferenciables com a espais mètrics (1967)
- Los números racionales (1972)
- Los números reales (1973)
- Álgebra superior (1974)
- Teoría de los números algebraicos (1975)
- Sobre las intersecciones de los envolventes normales de uniones de subgrupos de Sylow (1977)
- Sobre la consistencia absoluta de la geometría de la regla y el transportador de segmentos (1979)